# SSTレコード
SSTレコード（SST Records）はアメリカ合衆国のインディー・レコードレーベル。1978年にハードコア・パンクバンド、ブラック・フラッグのメンバーであるグレッグ・ギンによってカリフォルニア州のロングビーチに設立された。現在はテキサス州のテイラーという都市に拠点を置く。元々は1966年、当時12歳だったギンが機材を売るために設立したSolid State Transmittersという会社であり、後にブラック・フラッグがレコードを出すためのレーベルとなった。
レーベルは当初南カリフォルニア出身のハードコア・パンクバンドの作品を取り扱っていたが、所属していたバンドはハードコア・パンク以外の音楽性を模索していった。ミニットメン、ハスカー・ドゥ、ミート・パペッツ、ソニック・ユース、ダイナソーJr.、サウンドガーデンといった'80年代のハードコア／オルタナティヴ・ロック系のアーティストに数多く携わった。